# Xipholeucania
Xipholeucania là một chi bướm đêm thuộc họ Noctuidae.